# Rosen (dikt)
"Rosen" är en dikt från 1811 av Per Daniel Amadeus Atterbom.
| ”                                                | Den levande fullhetens yppiga prakt, den eldiga kyssens berusande makt, sötman av livets festliga dag — skänkte mig hulda nornors behag. Spinnande årens ändlösa garn, smycka de vårensskönaste barn: kinder av purpur, mun av korall! Pärlor om halsen av daggens kristall! [...] I ensliga valvet av bok och av lind, han kysser skön jungfrun på glödande kind; Den rodnar, lik jorden, av vällustens vin, vid brudkvälls-musiken från surrande bin. [...] Ett hjärta blott slår i det eviga Allt! En lag blott jag lyder: vad detta befallt! I tusende skepnader klappar dess blod. Och alla sig läska ur varandets flod. [...] Så kyssens i ådrorna blixtrande kraft och nektarchampagnens astraliska saft och ambran, som höjs från mitt purprade bräm, förklara dig blommornas drottnings system. | „ |
| – första, andra, sjätte, nionde och sista versen | |   |